# Bahía de Bristol

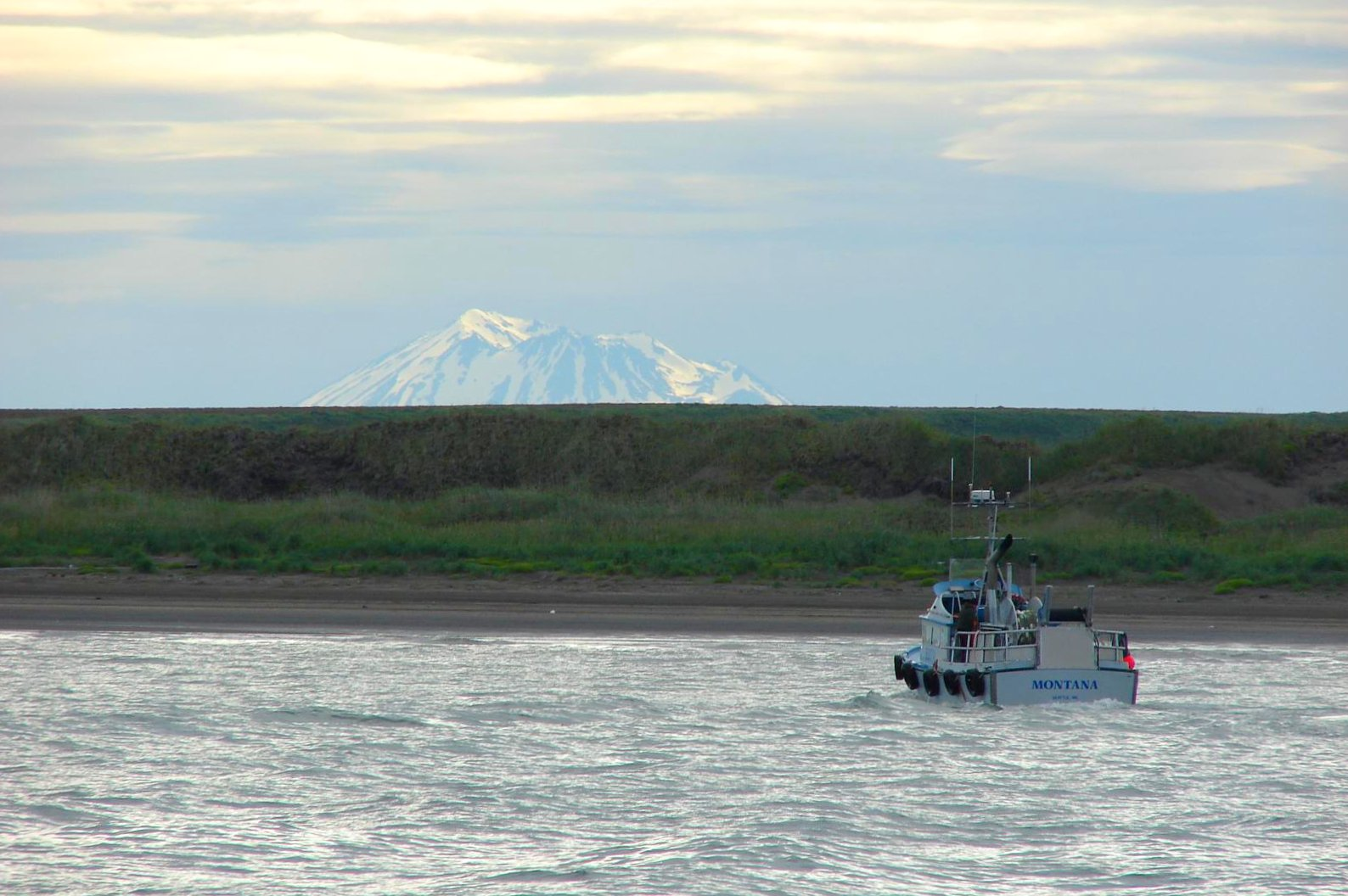
Navegando por la bahía de Bristol, cerca de la pequeña bahía de Ugashik.

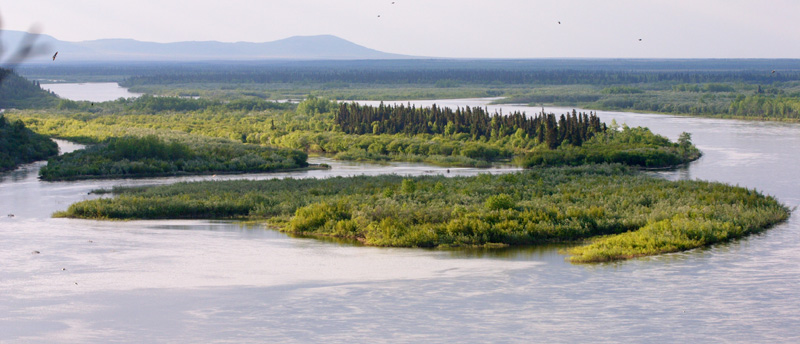
El río Nushagak, con 450 km, el principal río que drena en la bahía de Bristol.

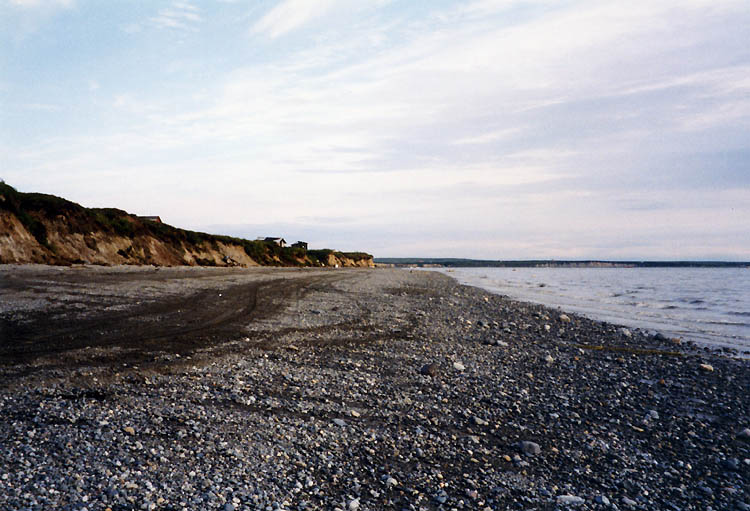
Costa de la bahía, cerca de Naknek.

La bahía de Bristol (en inglés: Bristol Bay; en yupik, Iilgayaq) es una gran bahía de la parte suroeste de la  península de Alaska, el brazo más oriental del mar de Bering, comprendida entre las latitudes 57° a 59°N y las longitudes 157° a 162°O. La bahía de Bristol tiene unos 400 kilómetros de largo y 290 km de ancho en su boca. En la bahía desagua el río Nushagak (450 km), además de otros muchos más pequeños, como el Cinder, Egegik, Igushik, Kvichak (97 km), Meshik,  Naknek (35 km), Togiak (77 km) y Ugashik (67 km).
En la zona norte de la bahía de Bristol se experimentan algunas de las mareas más altas del mundo. En la bahía Nushagak, cerca Dillingham, y en la bahía Kvichak, cerca de Naknek, se han medido mareas de más de 9,9 metros, que las convierten en las octavas más altas del mundo. Esto, junto con el gran número de bancos y barras de arena y zonas de aguas poco profundas, hace que la navegación sea problemática, especialmente dados los fuertes vientos frecuentes en la zona. 

## Historia
En tiempos prehistóricos, gran parte de la bahía de Bristol estaba emergida, seca y herbácea, junto con gran parte del Puente de Beringia. Más recientemente, sus minerales, animales y la riqueza de sus mariscos constituyeron un incentivo para el asentamiento humano a lo largo de sus costas. Las primeras exploraciones rusas e inglesas proporcionan la mayoría de las influencias no nativas de la zona. Durante su viaje por la región en 1778, el famoso navegante y explorador británico, el capitán James Cook nombró la zona «en honor del almirante Conde de Bristol» [Augustus Hervey, tercer conde de Bristol, 1724–79], en Inglaterra. Después de establecer algunos asentamientos temporales a finales de la década de 1790, la Compañía Ruso-americana envió partidas de exploración para documentar la costa y las zonas cercanas interiores de la bahía de Bristol. Una de ellas cartografió el área entre el río Kuskokwim y el río Nushagak. Más tarde, en 1819, el aleuta Andrei Ustiugov dibujó las primeras cartas en detalle de la bahía de Bristol. Además, buques de la Armada rusa llevaron a cabo amplios estudios de la costa del mar de Bering hasta mediados de la década de 1800, nombrando muchos de los rasgos geográficos utilizados hoy en día: cabos Constantine, Chichagof, Menshikof y Greig; montaña Veniaminof y monte Pavlof, lago Becharof, etc. 

## Industria
Las principales industrias se encuentran relacionadas con la pesca comercial y la industria conservera asociada, la pesca deportiva, la caza y el turismo. El número de casas de campo de alquiler, refugios de caza y pesca y los visitantes del cercana parque nacional y Reserva Katmai han crecido exponencialmente en los últimos años. 
En la bahía de Bristol se encuentra la pesquería más grande del mundo de salmón rojo, así como fuertes capturas de salmón chum, salmón plateado y salmón rey, de forma estacional. Los salmones rey son generalmente los primeros que remontan los ríos, seguidos por los rojos y chums; los plateados y rosas son los últimos en acceder a los ríos. 
La zona también ha experimentado un gran interés en el desarrollo de explotaciones de petróleo y minerales, sobre todo con la Pebble Mine (cobre, oro y molibdeno) en la orilla norte del lago Iliamna, y la subasta de contratos de arrendamiento de terrenos en la zona sur de la bahía de Bristol, conocida como la cuenca de las Aleutianas del Norte, una zona que ha estado cerrada a las prospecciones submarinas de petróleo y gas desde el desarrollo de una moratoria en 1998. El proyecto del Bureau of Land Management (pendiente de información pública hasta el 2/5/2007), también se propone abrir más de 15.000 km² en la zona a la minería subterránea de rocas pesadas y yacimientos de petróleo y gas.

## Demografía
Los tres mayores comunidades de la zona de la bahía de Bristol son Dillingham (2.466 hab. en 2000), King Salmon (442 hab. en 2000) y Naknek (678 hab. en 2000). Otras comunidades más pequeñas, que salpican la costa y los ríos de la bahía de Bristol, son: Egegik, Ekuk, Igiugig, Manokotak, New Stuyahok, Newhalen, Nondalton, Pilot Point, Port Heiden, y Ugashik . 
Todas estas comunidades están habitadas principalmente por nativos de Alaska, a excepción de Dillingham —ocupado en sus inicios por empleados de origen europeo de la fábrica de conservas del salmón blanco— y King Salmon —poblada principalmente durante los años de la Guerra Fría por personal militar destacado en la cercana Estación de la Fuerza Aérea de King Salmon («King Salmon Air Force Station»), y más tarde por los visitantes y empleados del cercano parque nacional y Reserva Katmai.